# Обергармерсбах
Обергармерсбах (нім. Oberharmersbach) — громада в Німеччині, знаходиться в землі Баден-Вюртемберг. Підпорядковується адміністративному округу Фрайбург. Входить до складу району Ортенау.
Площа — 40,92 км2. Населення становить 2464 ос. (станом на 31 грудня 2020).